# Ризикологія
Ризикологія — теорія виникнення ризиків в постсучасному суспільстві; міждисциплінарний напрямок, взаємозалежний з  соціологією,  екологією,  правом та ін., а також з частковими теоріями і методологіями —  інвайронменталізмом,  глобалістикою, альтернативістикою та ін.

## Визначення, предмет, теоретичні та методологічні основи
Основний предмет ризикології — ризик як аспект невизначеності і можливість прояву ситуацій, які не мають однозначного результату (рішення). Тут аналізуються всі причини, механізми, особливості ризику, які беруть участь в ньому суб'єкти, способи контролю над ризиком і управління ним (шляху відходу від невизначеності, якісного і кількісного розрахунку можливих результатів — як негативних у вигляді похибок і відступів від намічених цілей, так і позитивних у формі досягнення наміченого і т. ін.).
Ризикологія вивчається в екологічній освіті нарівні з  теорією сталого розвитку та іншими соціально-філософськими і правовими напрямками, що дозволяє в процесі навчання фокусуватися на світоглядній, ціннісній складовій.
Теоретичні основи ризикології — концепції У. Бека, Н. Лумана,  Е. Гідденса, А. Мола,  О. М. Яницького. Ці вчені та їх послідовники верифікують поняття «ризик»; розкривають його характеристики, особливості механізмів його зародження і розвитку; класифікують сучасні ризики; розмірковують про способи мінімізації та усунення небезпек і їх наслідків (здійснених і ймовірних). Найбільш значущою умовою становлення  суспільства ризиків представники даної концепції називають зміну позитивної логіки соціального розвитку (має тенденцію до досягнення кращого) негативної (що базується на тенденції до захисту і уникнення найгіршого), перехід від орієнтації на задоволення потреб до орієнтації на їх самообмеження.
Методологічні основи ризикології:
- міждисциплінарний статус;
- тісний зв'язок теоретико-аналітичного та емпіричного рівнів;
- відхід від  антропоцентричних принципів, спрямованість на екоцентризм;
- значимість ціннісного (а не споживацького, як раніше) мислення;
- точний моніторинг динамічних (що найчастіше змінюються хаотично) мінливих параметрів системи «людина-суспільство-природа» і наукового пізнання даної системи.

## Ризик-рефлексія як базовий концепт ризикології
Ризикологія формує ризик-рефлексію, націлену: на переоцінку цінностей класичного раціоналізму (ризикологи вказують, що трансформація ризиків з виняткових умов в повсякденну норму змінює особливості сприйняття людиною власного буття); активну соціальну дію, сфокусовану на ліквідації негативних наслідків ризиків і на врахуванні такого досвіду в подальшому.
Також ризикологія констатує, що відсутність ризик-рефлексії веде, з одного боку, до звуження свідомості (людина не може адекватно сприймати обставини, включаючи небезпечні), з іншого — до скорочення рішень, які стосуються профілактики ризику і, як наслідок, до посилення проблем до рівня  глобальних проблем. Ризик-рефлексія розсуває кордони свідомості, сприяючи адекватному реагуванню на зовнішні загрози, вжиття заходів щодо їх ліквідації та профілактики.

## Характеристики ризиків
Постсучасні ризики поширюються у масових масштабах. Тому важливим завданням стає розвиток механізмів їх нейтралізації, захисту від ризиків на макро- (держава), мезо- (організації) і мікро- (особистості) рівнях. Головною метою екологічної модернізації суспільства є припинення або мінімізація виробництва ризиків.
Згідно ризикології одна з основних сфер виробництва ризиків — екосистема. При цьому екополітика західних країн сфокусована головним чином на економічній і технологічній сторонах сталого розвитку. Сучасні стратегії сталого розвитку орієнтовані в першу чергу на зменшення використання ресурсів, зниження рівня забруднень, економію різних видів енергії і т. д. Мета доктрини сталого розвитку — суміщення процесів економічного розвитку і збереження довкілля в цілях і інтересах майбутніх поколінь. У той же час ризикологія розраховує потенціал життя для всіх поколінь і для всього навколишнього середовища, а не тільки для людини.
Стан суспільства в наш період можна вважати катастрофічним. Але масова свідомість пов'язує катастрофу з винятковими аномаліями, повним руйнуванням звичного укладу. В силу цього постмодернову реальність більш точно відображають концепція ризику У. Бека і теорія суспільства загального ризику О. М. Яницького. Згідно з ними, ризик — це не виняткова аномалія. В  індустріально розвиненому суспільстві діють не тільки виробництво суспільного багатства, а й виробництво ризиків. В результаті ризикогенне/проблемне суспільство трансформується в кризове та катастрофічне в екологічному сенсі. Ризики повсюдні, важкопрогнозовані і непоправні, оскільки «пробіркових» наукою досі слабо вивчені всі особливості і умови їх появи, експансії і накопичення в навколишньому (природному і штучному) середовищі. Ризики «демократичні», так як несуть небезпеку для всіх, в тому числі для тих, хто їх виробляє. Ризики знижують значимість необхідних для життя просторів, природних ресурсів, виробничих благ і ін.
Згідно О. М. Яницькому, суспільство стикається з небезпеками природного і техногенного характеру, які випливають з рівня цивілізаційного розвитку і зливаються з соціогенними ризиками. В СРСР тоталітарна система базувалася на ідеології, а не на раціональному виборі, керуючи як усіма об'єктами навколишнього світу, включаючи природні, соціальні та індустріальні, так і своїм розвитком. Для будь-яких екосистем подібний принцип потенційно загрожує соціально-екологічною кризою. Злам тоталітарної системи йшов одночасно з розкраданням  природних ресурсів і зростанням ризиків, що викликаються розвитком цієї системи. Виниклий в радянські часи розрив між виробництвом ризиків і можливостями  авторитарної системи керувати ними в наші дні став катастрофічним. Як наслідок, велика частина сучасних природоохоронних стратегій заснована на вживанні заходів. Народження епохи суспільства загального ризику підтвердили Чорнобильська катастрофа і спровоковані нею небезпеки, які неможливо знищити або локалізувати ні в соціальному сенсі, ні в просторовому.
Типи ризиків класифікуються залежно від їх джерел і ареалів поширення: 1) середовищні (провокуються природним середовищем); 2) соціогенні (породжувані процесами функціонування суспільства); 3) ідеологічні (такі, що витікають з принципу пріоритету ідеології над культурою, а системи — над людиною).
Джерела виникнення ризиків можуть бути як поширеними і дослідженими наукою (промислові збої, аварії, забруднення повітря та ін.), так і слабовивченними і не знаходять відображення у  масовій свідомості.
Ризики впливають на інституційні структури; політичну систему; масові цінності; форми колективної участі; індивідуальну свідомість і поведінку (зокрема, тривалі кризи і повторювані катастрофи можуть підживлювати ідею необхідності сильної влади).
Форми участі громадськості у подоланні глобальних ризиків змінюються від слабких (бути поінформованим, користуватися правом голосу та участі, наприклад в екологічних акціях) до сильних (впливати на процеси сучасного суспільства, контролювати ризики, навіть управляти ними).
Управління ризиками — дослідження, аналіз і оцінка ризиків, стратегічні і тактичні дії щодо усунення, мінімізації та профілактики ризиків і їх наслідків.
Пропонуються різні способи управління ризиками і, як наслідок, виходу з ситуації суспільства ризиків.
• Перехід до екологічного (в широкому сенсі) світогляду і свідомості.
• Екологічне виховання, освіта та інформування населення, зокрема інституціоналізація ризикології і підготовка фахівців-ризикологів.
• Створення цілісної системи знань (біологічних, екологічних, медичних, економічних, геополітичних, соціальних, філософських і ін.) про природні та соціальні явища, взятих у системній соціоприродній єдності
• Вирішення  глобальних проблем за допомогою глобального ж згуртування соціальних сил (від міждержавних структур до широких верств населення).
• Формування оптимальної системи органів управління природокористуванням і охороною навколишнього середовища.
• Перебудова міжнародного економічного порядку.
• Прискорення розвитку відстаючих країн.
• Вироблення і послідовна максимально ефективна реалізація державної екополітики.
• Розвиток і впровадження нових технологій (перехід на альтернативні джерела енергії — енергію вітру і т. д.).
• Формування і застосування антиризикового законодавства,  екологічного менеджмента та ін.

## Основи теорії і термінологічний апарат ризикології
Ризикологія як наука про ризики досліджує природу, структуру та наслідки ризику; методи ідентифікації, класифікації, аналізу і оцінки його джерел і чинників; формує принципи класифікації. оцінки та соціальної прийнятності різних ризиків, формує методологію прогнозування динаміки і управління ризиками.
Це одна з наймолодших галузей наукового знання, за якою вже закріпилася усталена назва — ризикологія. Перші результати досліджень в цій області були опубліковані лише в другій половині минулого століття.
Нова концепція ризику, згідно вперше сформульованому закону бінарності, визначає ризик як атрибут будь-якої діяльності, і формує оригінальні, пов'язані з ризиком поняття, підходи, категорії. Нижче представлені основи термінологічного апарату ризикології, вперше опубліковані в доданих, широко цитованих джерелах:
Закон бінарності — будь-яка діяльність людини полягає у перетворенні певних потоків інформації, енергії, речовини, а одержуваний результат завжди містить користь і шкоду. Користь матеріалізується у вигляді способів і засобів задоволення потреб людини, а шкода — у вигляді збитку здоров'ю людини, його майну, середовищу проживання.
Співвідношення користі та шкоди, як правило, залишається невідомим і на початку, і в процесі діяльності, а іноді і по її закінченні оскільки враховується, як правило, тільки отримана користь. Саме невизначеність, яка виникає при цьому, символізує ризик.
Ризик — це кількісний показник невизначеності при альтернативному виборі рішень на початку і в процесі конкретної діяльності, що виражає ймовірність витіснення, заміщення користі шкодою в структурі очікуваних результатів діяльності за певний період.
Негативні наслідки ризику — втрати, збитки, заподіяні джерелами ризику його об'єктам (жертвам).
Джерело ризику — будь-яка потенційна небезпека, здатна заподіяти шкоду певним об'єктам — жертвам ризику. Відомо, що потенційні небезпеки супроводжують будь-яку діяльність. На цій підставі і відповідно до закону бінарності формулюється аксіома 1: «Будь-яка діяльність пов'язана з ризиком».
Чинники ризику — його підсилювачі, що підвищують ймовірність, інтенсивність, силу впливу джерел ризику на об'єкти ризику. Ними можуть бути властивості і стан самих джерел і об'єктів ризику, а також компонентів, процесів і результатів діяльності, в тому числі людини і навколишнього середовища.
Об'єкт (жертва) ризику — будь-який компонент живої і (або) неживої матерії, на який можуть впливати певні джерела ризику в минулому, сьогоденні або майбутньому. На цій підставі формулюється аксіома 2: «Все в світі може стати жертвою ризику».
Група ризику — сукупність об'єктів, які одночасно піддаються впливу ідентичних джерел і чинників ризику (ІДР).
Зона ризику — просторова область, в якій постійно, періодично або епізодично виникає певна сукупність ІДР.
Ризикова ситуація — обставини, за яких певні ІДР впливають на певні об'єкти ризику, обумовлюючи цим заміщення користі шкодою в структурі очікуваних результатів конкретної діяльності. Структурна модель ризикової ситуації включає: «джерело ризику — фактори ризику — об'єкт ризику — наслідки ризику».
Епіцентром будь-якої ризикової ситуації є місце (область, зона), де відбувається взаємодія ІДР з об'єктом ризику.
Випереджаючу активність ІДР часто використовують для класифікації ризиків. Однак такі класифікації виходять некоректними і громіздкими (налічують понад двісті видів ризиків).
Класифікація ризиків як показників стійкості бінарних систем, супроводжуваних певними сумами ІДР, дозволяє співвіднести їх з одним з наступних п'яти об'єктів: 1) здоров'я, життя людини; 2) навколишнє природне середовище (біосфера); 3) технічні об'єкти і системи (техносфера); 4) майно, капітал, гроші (економіка); 5) суспільство, населення (соціум).
Відповідні цим об'єктам ризикові ситуації отримують такі назви: 1) небезпечна, 2) екологічно небезпечна, 3) аварійна, 4) кризова, 5) надзвичайна.
На цих же принципах всі ризики діляться на п'ять основних видів: 1) валеологічні (valeo — здоров'я), 2) екологічні, 3) технічні (техногенні), 4) економічні, 5) соціальні.
Прийнятний ризик — це така величина (рівень) ризику, з якою суспільство, оцінюючи витрати на його зниження, погоджується на даному етапі розвитку цивілізації.
Управління ризиками (ризик-менеджмент) включає підготовку, прийняття і реалізацію рішень, спрямованих на запобігання або скорочення шкоди (збитків, втрат) у структурі очікуваних результатів діяльності за певний період.
Структурна модель ризик-менеджменту включає: «об'єкти — цілі — завдання — суб'єкти — функції — методи управління». Об'єктами управління в ній є джерела і фактори ризику (ІДР), супутні конкретній діяльності, відповідним чином виявлені і ідентифіковані. Саме вплив на першопричину ризику, якою є сукупність ІДР, дозволяє управляти ризиком. По кожному ІДР і по всій їх сукупності формуються конкретні завдання, а також стратегія і тактика їх реалізації.

#### Ресурси Інтернету
- Ризикологія [Архівовано 1 лютого 2021 у Wayback Machine.] // Митна енциклопедія : у 2 т. / І. Г. Бережнюк (відп. ред.) та ін.. — Хм. : ПП Мельник А. А., 2013. — М — Я. — С. 330. — 536 с. — ISBN 978-617-7094-10-3.
- Никлас Луман "Понятие риска" [Архівовано 6 серпня 2015 у Wayback Machine.]